# فرانك كونراد
فرانك كونراد (بالإنجليزية: Frank Conrad)‏ هو مهندس ومخترِع أمريكي، ولد في 4 مايو 1874 في بيتسبرغ في الولايات المتحدة، وتوفي في 11 ديسمبر 1941 في ميامي في الولايات المتحدة.

## وصلات خارجية
- فرانك كونراد على موقع الموسوعة البريطانية (الإنجليزية)